# Ecnomus matanensis
Ecnomus matanensis is een schietmot uit de familie Ecnomidae. De soort komt voor in het Oriëntaals gebied.